# Stadel bei Niederglatt
Stadel bei Niederglatt – miejscowość i gmina (Politische Gemeinde) w północnej Szwajcarii, w kantonie Zurych, w okręgu (Bezirk) Dielsdorf.  

## Demografia
W Stadel bei Niederglatt mieszka 2349 osób. W 2021 roku 13,5% populacji gminy stanowiły osoby urodzone poza Szwajcarią.